# Melitón ze Sard
Melitón ze Sard nebo Meliton Sardský (řecky Μελίτων Σάρδεων Melítōn Sárdeōn, zemřel kolem r. 180) byl biskup města Sardy v západní Anatolii a významný raně křesťanský teolog píšící řecky.

## Dílo
Je považován za prvního, kdo sestavil křesťanský kánon (seznam spisů) Starého zákona. Jeho nejznámějším dílem je Apologie křesťanství adresovaná císaři Marku Aureliovi. Melitón v něm císaře přesvědčuje, že křesťanství je ideálním státním náboženstvím pro Římskou říši.
Eusébios z Kaisareie označuje Melitóna za autora více než dvaceti děl a vyjmenovává je, tento seznam však dnes není považovaný za zcela věrohodný. Z Melitónova díla byly dlouho známy jen zlomky, povětšinou právě citace u Eusébia, ovšem v roce 1940 byl objeven papyrový svitek s kompletním Melitónovým dílem Peri Pascha (O Pasše). V něm Melitón objasňuje vztah židovského svátku pesach a Velikonoc u prvních křesťanů. Závěrečná pasáž je silně protižidovská (obvinění židů z "bohovraždy").

## Úcta
Melitónův svátek připadá na 1. dubna.